# Афшар, Алиреза
Алиреза Афшар (перс. علیرضا افشار‎) — бригадный генерал Корпуса стражей исламской революции, глава аналитического центра «мягкой войны» Высшего национального оборонного университета Генерального штаба Вооружённых сил Исламской Республики Иран. Начальник Объединённого штаба Корпуса стражей исламской революции (1984—1987). Заместитель по кадрам начальника Генерального штаба вооружённых сил Исламской Республики Иран (1987—1988).

## Биография
В 1980-х годах был членом организации Моджахеды Исламской революционной организации, принадлежал к её правой фракции.
В августе 2007 года был назначен политическим заместителем министра внутренних дел. Во время парламентских выборов 2008 года был главой избирательной комиссии.